# Паметник на Георги Раковски (Борисова градина)
Паметникът на Георги Раковски в Борисовата градина в София е създаден през 1929 г. от скулптора Иван Лазаров.
Изграден е от бронз и гранит със средства на Министерство на народната просвета. Върху паметника е изписано: „Г. С. Раковски (1821 – 1867)“.